# Herman Johannes van der Weele

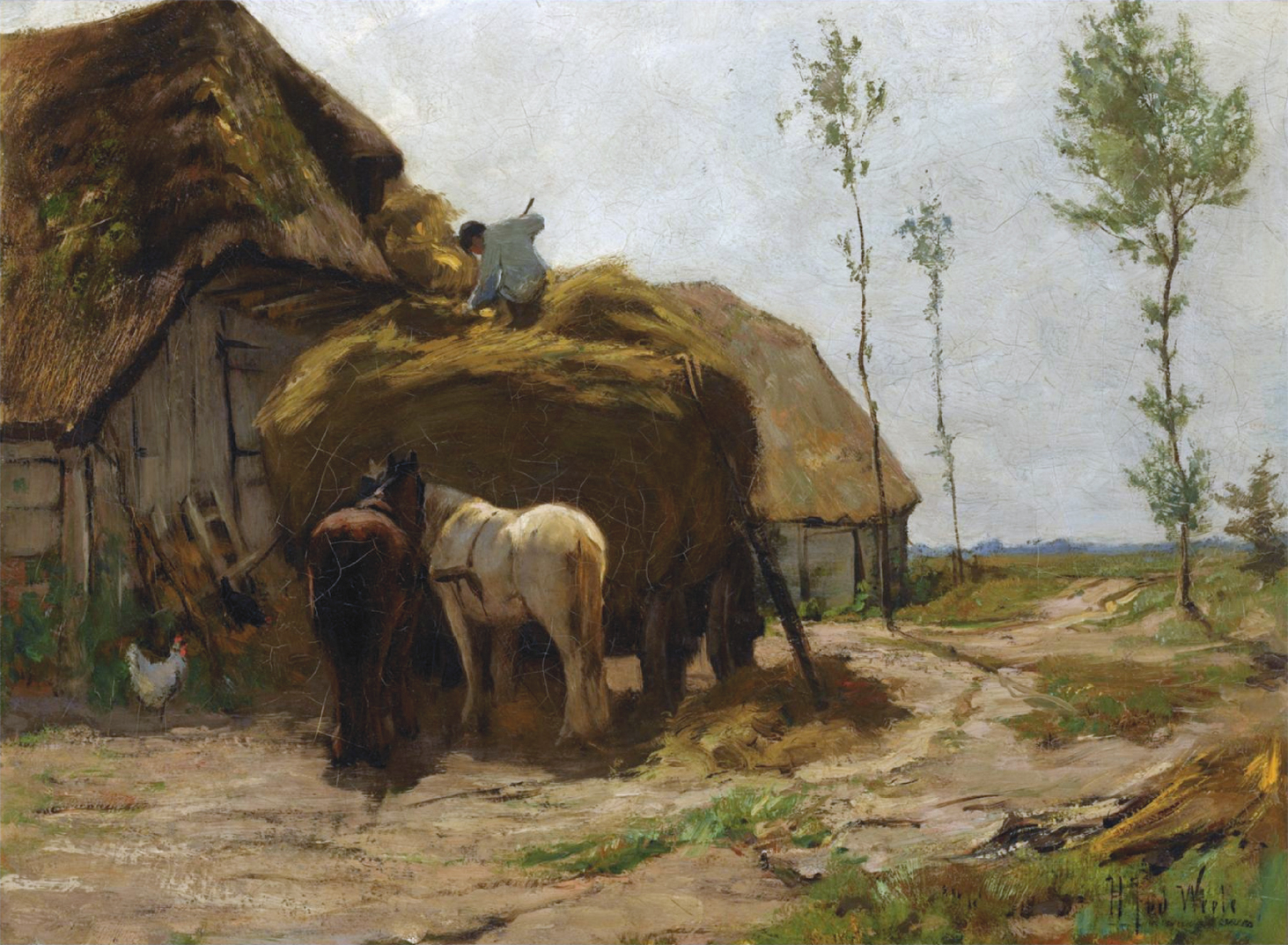
La provisió del paller

Herman Johannes van der Weele (Middelburg, 13 de gener de 1852 – La Haia, 2 de desembre de 1930) fou un pintor neerlandès de la segona generació de l'Escola de la Haia.
Van der Weele visqué i treballà inicialment a Middelburg, on era inspector especial dels treballs de mar i del port a Zeeland. Quan tenia 20 anys es graduà a la Haia i fou un estudiant de l'Acadèmia d'Art a la Haia. Va ser alumne d'Anton Mauve i Johannes Bosboom.
La influència d'Anton Mauve es pot detectar en les pintures de Van der Weele. Les seves composicions tenen la mateixa simplicitat i les seves eleccions de temes són molt com les de Mauve. Pintava ramats, graners d'ovelles, interiors d'estables, prats amb vaques, boscos amb cavalls, pagesos que llauraven amb un equip de bous, lleteres que atenien vaques, escenes de carrers amb entrenadors, i pedreres de sorra. Van der Weele treballava a Limburg i Drente, però normalment passava els seus estius al voltant de Nunspeet a Veluwe. Van der Weele era un amic de confiança de George Hendrik Breitner, que li dedicà el seu Autoretrat amb Lorgnette a van der Weele.